# Order Zasługi Społecznej
Order Zasługi Społecznej (fr. Ordre du Mérite social) – francuskie odznaczenie resortowe, nadawane w latach 1936–1963 przez ministra pracy, za bezinteresowną służbę dziedzinach dotyczących wzajemności, opieki społecznej i ubezpieczeń społecznych. Odznaka orderu miała kształt siedmioramiennej gwiazdy położonej na wieńcu laurowym, z medalionem z głową  Marianny en face. 
Podzielony był na trzy klasy:
- I klasa – Komandor (Commandeur) – na wstędze noszonej na szyi,
- II klasa – Oficer (Officier) – na wstążce z rozetką, noszony na lewej stronie piersi,
- III klasa – Kawaler (Chevalier) – na wstążce, noszony na lewej stronie piersi[2].

Odznaczenie zostało zastąpione (wraz z szesnastoma innymi orderami ministerialnymi i kolonialnymi) przez Order Narodowy Zasługi